# Ван Гардерен, Тиджей
Тиджей ван Гардерен (англ. Tejay van Garderen, род. 12 августа 1988 в Такоме, США) — американский профессиональный шоссейный велогонщик, выступающий с 2019 года за команду мирового тура EF Pro Cycling. Чемпион мира в командной гонке на время 2014 года.

## Биография

### Ранние годы
Тиджей ван Гардерен родился в городе Такома, штат Вашингтон, но провел большую часть своего детства в Бозмене, штат Монтана. Он голландского происхождения. Он начал заниматься велосипедом в 10 лет. Он выиграл 10 юниорских национальных титулов на шоссе (групповая гонка, критериум и гонка на время) и велокроссу.

### Карьера
Молодёжные годы (U23)
Первой большой гонкой для ван Гардерена стал Тур Калифорнии 2007, который он поехал в составе USA National, тогда ему было 18 лет. На 4 этапе Тиджей сошёл, не доехав тур до конца. Он выступал в гонках по США и Европе и занял 20 место в генеральном зачете Тур де л`Авенир.
В 2008 ван Гардерен присоединился к континентальной команде Rabobank-а. Тогда он жил в Нидерландах и занял второе место во Флеш-дю-Сюд и Circuito Montañes. Он выиграл этап Тур де л`Авенир 2008 и занял 24-е место в групповой гонке на юниорском чемпионате мира в Варесе.
На следующий сезон Тиджей подписал контракт с Team HTC-Columbia.

#### HTC-Columbia
Ван Гардерен пришёл в команду с наибольшим количеством побед в 2009 году, благодаря спринтерам Марку Кавендишу и Андре Грайпелю. Он финишировал 9-м на своей первой многодневке -  Вольта Алгарви. На Туре Турции 2010 два раза занимал второе место, в итоге став вторым в генеральной классификации, уступив 29 секунд Джованни Висконти.
На Туре Калифорнии Тиджей был грегари для Майкла Роджерса. В итоге сам американец финишировал 28-м, а Роджерс одержал победу.
Тиджей поехал на Критериум Дофине, как совместный лидер Team HTC-Columbia с Константином Сивцовым и Петером Велитсом. В прологе он уступил лишь Альберто Контадору, затем пришёл 4-м в гонке на время и переместился на 2-е место в общем зачете. На заключительных горных этапах потеряв время, в итоге финишировал 3-м в генеральной классификации.
В конце сезона Ван Гардерен отправился на Вуэльту и провел первые две недели очень сильно. После этого он упал, но остался сильным грегари для Петера Велитса, который финишировал 3-м в генеральной классификации.
Сезон 2011 начался со второго места на 3-м этапе Volta ao Algarve и ещё одного второго места в гонке на время на Туре Швейцарии (после Фабиана Канчеллары). Сильно проехав Тур Калифорнии, он завоевал майку лучшего молодого гонщика. В итоге был включен в состав команды на Тур де Франс. Это был первый Тур для Тиджея. Он ехал, оказывая поддержку Тони Мартину и Петеру Велитсу. На 8-м этапе, выиграв гору 2-й категории надел майку горного короля, а также получил красный номер, как самый агрессивный гонщик. Он был первым американцем, который примерил горную майку в истории Тур де Франс (Грег Лемонд был первым в горной номинации на Тур де Франс 1986, но так как он был ещё и лидером общего зачета, он ехал в желтой майке, а не в гороховой).

#### BMC Racing Team
После того, как HTC-Highroad распался, ван Гардерен присоединился к BMC Racing Team вместе со своим напарником по HTC Марко Пинотти. Тиджей выиграл майку лучшего молодого гонщика на Париж-Ницца, удерживая её всю гонку.
Ван Гардерен был выбран в состав на Тур де Франс в качестве одного из основных грегари для действующего чемпиона Кэдела Эванса. Он проехал сильную первую неделю, заняв четвёртое место в прологе и завоевав белую майку. Он потерял майку на 7 этапе, уступив её Рейну Таарме. Но в разделке на 9-м этапе Тиджей вернул себе майку, заняв четвёртое место на этапе.

## Достижения

### Олимпийские игры
| Соревнование | Индивидуальная гонка | Групповая гонка |
| ------------ | -------------------- | --------------- |
| 2012 Лондон  | —                    | 104             |

### Чемпионаты мира
| Соревнование         | 2010 | 2011 | 2012 | 2013 | 2014 | 2015 | 2016 |
| -------------------- | ---- | ---- | ---- | ---- | ---- | ---- | ---- |
| Групповая гонка      | DNF  | —    | DNF  | DNF  | DNF  | —    | —    |
| Индивидуальная гонка | 24   | —    | 4    | —    | 37   | —    | —    |
| Командная гонка      | —    | —    | 2    | 4    | 1    | —    | —    |

### Выступления
2000
Юношеский чемпионат США на треке
1-й  — критериум
1-й  — гонка на время
1-й  — групповая гонка
2002
1-й  — Юношеский чемпионат США по велокроссу
2003
1-й  — Юношеский чемпионат США по велокроссу
1-й  — Юношеский чемпионат США на треке, гонка на время
2004
Юношеский чемпионат США на треке
1-й  — групповая гонка
1-й  — гонка на время
2-й — критериум
2005
Юношеский чемпионат США на треке
1-й  — критериум
2-й — гонка на время
3-й — групповая гонка
1-й на этапе 2 — Driedaagse van Axel
2006
1-й  — Юношеский чемпионат США, гонка на время
2-й — Tour du Pays de Vaud
3-й — Tour de Lorraine
2007
1-й на этапе 2 — Fayetteville Stage Race
2008
2-й — Флеш дю Сюд
1-й на этапе 1
1-й на этапе 5 — Volta a Lleida
2-й — Curcuito Montañes
2-й — GP Tell
1-й на этапе 3
8-й — Тур де л'Авенир
1-й на этапе 9
2009
1-й  — Circuito Montañés
2-й — Тур де л'Авенир
2-й — Tour des Pays de Savoie
3-й — Olympia's Tour
1-й на этапах 1(ТТТ) и 5
2010
1-й на этапе 1(ТТТ) — Вуэльта Испании
2-й — Тур Турции
3-й — Критериум Дофине
4-й — Tour de l'Ain
1-й  — Молодёжная классификация
9-й — Вольта Алгарви
2011
1-й на этапе 3 — Тур Юты
2-й — Вольта Алгарви
3-й — USA Pro Cycling Challenge
1-й  — Молодёжная классификация
5-й — Тур Калифорнии
1-й  — Молодёжная классификация
2012
2-й — Чемпионат США в индивидуальной гонке
2-й — USA Pro Cycling Challenge
1-й на этапе 1
2-й  — Чемпионат мира в командной гонке
4-й — Тур Калифорнии
4-й — Чемпионат мира в индивидуальной гонке
5-й — Тур де Франс
1-й  — Молодёжная классификация
5-й — Париж — Ницца
1-й  — Молодёжная классификация
7-й — Вольта Алгарви
2013
1-й  — Тур Калифорнии
1-й на этапе 6(ITT)
1-й  — USA Pro Cycling Challenge
1-й на этапе 5(ITT)
2-й — Тур Сан-Луиса
3-й — Critérium International
1-й  — Молодёжная классификация
4-й — Париж — Ницца
7-й — Тур Швейцарии
2014
1-й  — Чемпионат мира в командной гонке
1-й  — USA Pro Cycling Challenge
1-й в классификации «Best Colorado rider»
1-й на этапах 3 и 6(ITT)
2-й — Тур Омана
3-й — Вуэльта Каталонии
1-й на этапе 4
5-й — Тур де Франс
6-й — Тур Страны Басков
2015
1-й на этапе 9(ТТТ) — Тур де Франс
1-й на этапе 1(ТТТ) — Вуэльта Испании
1-й на этапе 4 — Вуэльта Каталонии
2-й — Тур Омана
2-й — Критериум Дофине
1-й на этапе 3(ТТТ)
2016
1-й на этапе 1(ТТТ) — Тиррено — Адриатико
2-й — Вуэльта Андалусии
1-й на этапе 4(ITT)
5-й — Вуэльта Каталонии
6-й — Тур Швейцарии
1-й на этапе 7
7-й — Вуэльта Мурсии
10-й — Тур Романдии

## Статистика выступлений наГранд Турах
- Тур де Франс
  - Участие:6
    - 2011: 82
    - 2012: 5;  Молодёжная классификация
    - 2013: 45
    - 2014: 5
    - 2015: сход после 16 этапа; Победа на этапе 9(ТТТ)
    - 2016: 29

- Джиро д'Италия
  - Участие:0

- Вуэльта Испании
  - Участие:3
    - 2010: 35; Победа на этапе 1(ТТТ)
    - 2015: сход на этапе 8; Победа на этапе 1(ТТТ)
    - 2016: сход на этапе 17